# Делгерхаан
Делгехаан (монг. Дэлгэрхаан) — сомон аймаку Туве, Монголія. Територія 2,2 тис. км², населення 2,2 тис. Центр — селище Хужирт розташоване на відстані 223 км від м. Зуунмод та 263 км від Улан-Батора.

## Рельєф
Гори Делгерхан (1944 м), Ует Буурал, Улин Хушуут, Баян Унур, Тарамцаг та ін. Територією сомону протікають річки Іх, Бага Хушуут, Урт Буур, Майц, Ботгон Царам, багато неглибоких озер.

## Клімат
Клімат різкоконтинентальний, середня температура січня −25 градусів, липня + 20 градусів, щорічна норма опадів 300 мм.

## Корисні копалини
Запаси димчастого кришталю, агату, халцедону, міді, солі.

## Соціальна сфера
Є школа, лікарня, торговельно-культурні центри.